# Błażej Augustyn
Pour les articles homonymes, voir Augustyn.
Błażej Augustyn (prononcer /ˈbwaʐɛj au̯ˈɡustɨn/), né le 26 janvier 1988 à Strzelin, est un footballeur polonais. Il occupe le poste de défenseur.

## Biographie

### Une formation tronquée aux quatre coins de l'Europe
Formé au Strzelinianka Strzelin, le club local, Błażej Augustyn part ensuite au Śląsk Wrocław en 2003, puis à l'UKS SMS Łódź. En 2005, il rejoint les Wanderers de Bolton, attiré par la présence de Jarosław Fojut ou Przemysław Kazimierczak (en), jeunes joueurs polonais comme lui. Après un an passé avec la réserve, il intègre l'équipe professionnelle. Le 6 janvier 2007, Augustyn dispute son premier match sous les couleurs de Bolton, en rentrant en jeu à sept minutes de la fin face aux Rovers de Doncaster lors du troisième tour de la coupe d'Angleterre. Malgré la volonté de l'entraîneur Sammy Lee de prolonger son contrat au club, Augustyn refuse, estimant que ses chances de jouer régulièrement sont limitées, Lee ayant fait venir deux autres défenseurs : Ľubomír Michalík et Gérald Cid. Il est alors libre de s'engager n'importe où.
Il choisit de rentrer au pays, le 20 juin 2007, et signe un contrat de quatre ans avec le Legia Varsovie, qualifié pour la coupe UEFA. Le 29 juillet, il joue son premier match avec le Legia, contre le KS Cracovia, en rentrant en jeu à quelques minutes de la fin. Mais là aussi, il n'est que rarement utilisé par son entraîneur, et ne dispute que des fins de rencontres en championnat ou des matches de coupe, comme une demi-finale de coupe nationale en mars 2008. Il est même mis à disposition de l'équipe réserve, qui lui permet de disputer des matches entièrement, en fin de saison.
Le 12 août 2008, il est prêté un an avec option d'achat à Rimini, club de Serie B italienne qui annonce vouloir viser le top six du championnat. Le 18 octobre, il porte pour la première fois le maillot biancorossi en match officiel, contre Frosinone. Un mois plus tard, pour son deuxième match, il se blesse très gravement à plus de dix minutes de la fin, et doit déclarer forfait pour pratiquement le reste de la saison. Blessé au ligament croisé antérieur du genou gauche, il assiste donc de son salon puis des tribunes à la déroute de son équipe, qui termine à la dix-huitième place, synonyme de barrage de relégation. Il est néanmoins rétabli en juin 2009, et peut donc participer à ces deux matches finaux contre Ancône, perdus deux buts à un au cumulé. Relégué en Serie C et pas conservé par Rimini, Augustyn cherche à nouveau un autre club.

### Débuts à Catane
Il signe en juin 2009 un contrat de quatre ans au Calcio Catane, équipe de Serie A. Le 15 août, il fait ses débuts avec les Rossazzurri face à l'US Cremonese en coupe d'Italie. Le 23 août, il joue son premier match de Serie A contre la Sampdoria de Gênes, et est exclu à la soixante-dix-huitième minute de jeu, recevant un second carton jaune. Durant plusieurs mois, il alterne entre le banc et le terrain. En avril 2010, il se blesse lourdement à l'entraînement, se rompant le ligament croisé et se déchirant le ménisque du genou droit, et doit renoncer aux pelouses italiennes pendant quatre à six mois,.

### Hearts
Le 18 juin 2015, il rejoint le club écossais de football Hearts.

## Palmarès
- Vainqueur de la Coupe de Pologne en 2019
- Vainqueur de la Supercoupe de Pologne en 2019